# Николаус Арнонкур
Јохан Николаус Арнонкур (Берлин, 6. децембар 1929 — Санкт Георген им Атергау, 5. март 2016) био је аустријски диригент, посебно познат по томе што је дириговао Бечким новогодишњим концертом 2001. и 2003. године. Почевши као класични виолончелиста, основао је сопствени ансамбл Concentus Musicus Wien 1953. године и постао пионир Покрета за рану музику. Око 1970. године, Арнонкур је почео да диригује међународним симфонијским оркестрима и наступао је у водећим концертним салама, оперским дворанама и фестивалима. Његов репертоар се потом проширио на композиторе из 19. и 20. века. Арнонкур је написао неколико књига, углавном о темама историје перформанса и музичке естетике. 

## Младост
Јохан Николаус Арнонкур је рођен као аустријски држављанин у Берлину, Немачка. Његова мајка, Ладислаја (1899–1997) рођена ка аустријска Грофица фон Меран Фрејн фон Брандховен. Ладислаја је праунука хабзбуршког Надвојводе Јохана, 13. детета цара Леополда II, што га је чинило потомком Светих римских царева и других европских краљевских породица. 
Николаусов отац, Еберхард Арнонкур (1896–1970), рођен као Гроф де ла Фонтејн д'Арнонкур-Унверзагт, био је аустријски инжењер који је радио у Берлину и који је имао двоје деце из претходног брака. Две године након Николаусовог рођења, рођен је његов брат Филип. Породица се на крају преселила у Грац, где је Еберхард добио место у влади Штајерске .
Арнонкур је одрастао у Грацу, а музику је студирао у Бечу. У младости је, наводно под присилом, служио у Хитлерјугенду, где је приметио:
Ако нисте тамо сваке среде и суботе, по вас би дошла Хитлерјугенд полиција. Ошишала би вас и бацила у групу са другим кажњеницима који су били ужасно третирани.
На Бечкој музичкој академији, Арнонкур је учио виолончело код Пола Грумера и Емануела Брабеца. Такође је учио да свира виолу да гамбу.

## Каријера
Арнонкур је био виолончелиста са Бечком симфонијом од 1952. до 1969. године. Године 1953. основао је инструментални ансамбл Concentus Musicus Wien са Алис Хофелнер, са којом се оженио током године. Овај ансамбл био је посвећен свирањем на инструментима тог периода: у то време ансамбл је свирао виолу да гамбу и виолончело. Репертоар је укључивао музику Хенрија Персела, Бахову Музичку жртву, Монтевердијево Крунисање Попеје, и Рамоов Кастор и Полидеук. Један од последњих снимака Concentus Musicus Wien био је Бетовенова Симфонија бр. 4 и 5.
Један од разлога зашто је Арнонкур напустио Бечку симфонију био је позиција диригента у Миланској скали, где је 1970. године дебитовао диригујући Монтевердијеву представу Повратак Уликса (итал. Il ritorno d'Ulisse in patria).
Године 1971. Арнонкур је награђен Гремијем за снимак Страдања по Матеју са хором Арнолда Шенберга.
Арнонкур је наступао са многим оркестрима који су свирали на савременим инструментима, али је увек пазио на историјску аутентичност у смислу темпа и динамике. Проширио свој репертоар, настављајући да свира барокна дела, али и заговарајући репертоар бечке оперете. Снимио је Бетовенове симфоније са Камерним оркестром Европе (КОЕ) и Бетовенове клавирске концерте са Пјером Лораном Аимаром и КОЕ.
Арнонкур је био гостујући диригент Бечке филхармоније, са којима је направио неколико снимака.  Између 1987. и 1991. дириговао је четири нове продукције Моцартових опера у Бечкој државној опери (1987–91: Идоменео; 1988–90: Чаробна фрула; 1989: Отмица из Сараја; 1989–1991). Дириговао је Новогодишњим концертима Бечке филхармоније 2001. и 2003.
1992. године, Арнонкур је дебитовао на Салцбуршком фестивалу диригујући концертом са Камерним оркестром Европе (КОЕ). У наредним годинама водио је неколико концерата са Камерним оркестром Европе, Бечком филхармонијом и Concentus Musicus Wien.
Дана 5. децембра 2015, дан пре свог 86. рођендана, Арнонкур је објавио да се повлачи: „Моја телесна снага захтева од мене да откажем своје будуће планове“.

## Лични живот
Арнонкур је упознао своју супругу Алис кроз њихово заједничко интересовање за изведбе барокне музике и оснивање ансамбла Concentus Musicus Wien. Њихова ћерка је мецосопран Елизабета фон Магнус. Њихова два преживела сина су Филип и Франц. Њихов трећи син Еберхард, произвођач виолина, погинуо је 1990. у саобраћајној несрећи.
Арнонкур је умро 5. марта 2016. у селу Санкт Георген им Атергау, североисточно од Салцбурга. Преживела га је удовица Алис, њихово троје одрасле деце, седморо унучади и троје праунучади. Алис је умрла у јулу 2022.